# Paradoxo da liberdade

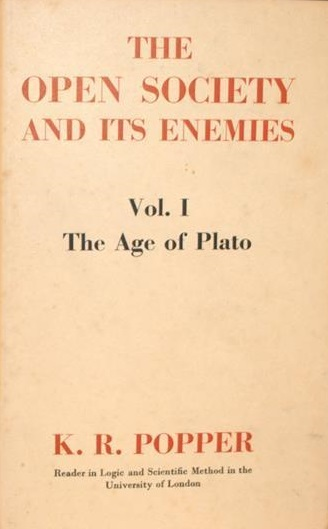
The Open Society and Its Enemies, de Karl Popper, publicado em 1945.

O paradoxo da liberdade é um dos três paradoxos apontados pelo filósofo da ciência Karl Popper em seu livro The Open Society and Its Enemies. Esse paradoxo parte da ideia de que a liberdade total leva a supressão do fraco pelo forte.
Ao cunhar o nome deste paradoxo, Popper remeteu-se a Platão, segundo o qual o homem livre pode usar a sua liberdade absoluta para desafiar a lei, desafiar a própria liberdade e clamar por um tirano no poder. No entender de Popper, “a liberdade, no sentido da ausência de qualquer controle restritivo, deve levar à maior restrição, pois torna os violentos livres para escravizarem os fracos”. Com isso, Popper defende que “qualquer espécie de liberdade será claramente impossível se não for assegurada pelo Estado… […] e inversamente só um Estado controlado por cidadãos livres pode oferecer alguma segurança razoável”.